# المصطفى بن معاوية التندغي
قارئ بارع وشاعر مجيد ، قال عنه أخوه العلامة الدنبجة بن معاوية: "شاعر طويل الباع، تعلّم حوك الشعر وهو صغير".
ولد سنة 1911 وعاش في بادية علب آدرس.
له مشاركة تأسيسية في الأدب السياسي والاجتماعي في موريتانيا".
توفي في الرابع من رمضان 1399هـ موافق 27 يوليو 1979 بمدينة بوتلميت، ودفن في مقبرة علب آدرس ".

## نسبه ونشأته
هو المصطفى بن أحمد محمود بن محمد بن معاوية بن محمد عبد الرحمن بن المصطفى بن الفغ الدنبجة، ينتهي نسبه إلى تندغ جد القبائل الكبيرة التي تستقر في الجنوب الموريتاني.
أمه آسية بنت المصطفى بن محمد الدنبجة بن محمذن بن المصطفى بن الفغ الدنبجة".

تربى في أحضان والده أحمد محمود وما إن شب وترعرع حتى حفظ القرآن ودرس الآجرومية والألفية وديوان الستة على يد والده أحمد محمود الذي كان مدرّسا للعلوم الدينية. وقد حضل على إجازة القرآن في روايتي ورش وقالون عن نافع، وهذا ما صرّح به هو في مقدمته لديوانه يقول:
في هذه البيئة العلمية نشأ المصطفى محبا للعلم والتحصيل، فوجّه نفسه إلى الشعر والأدب وضم نفسه إلى حظيرتهما وهو حدث لم يكمل الأربعين. يقول عنه أخوه العلامة الدنبجة بن معاوية: «كان شاعرا بالسجية طويل الباع، تعلّم حوك الشعر وهو صغير».

وفي حدود سنة 1940 انتقل للاستزادة من العلم ولتوسيع الأفق، إلى العالم عبد الله بن داداه حيث أكمل دراسته في محظرته العريقة، قضى سنة هناك يطالع ويدرس شتى الفنون من شعر وأدب. يقول في ترجمة ديوانه: 
نشأ المصطفى في بيئة مترفةـ فقد كان والده أحمد محمود من أثرى رجال القبيلة الشيء الذي جعل الابن الصغير يكب على الدرس دون أن يعترضه عائق اقتصادي، كما أنه كان في بيئة علم وأدب مما يحرك نفسية الطفل وهو صغير إلى أن يندفع إلى العلم بحكم مؤثرات البيئة كباقي أفراد أسرته.
يضاف إلى ذلك ما كان يحيط بالطفل من أصدقاء دأبوا على الدرس لا يشغلهم عنه شاغل مما يدفع الطفل إلى التكيف مع محيطه الاجتماعي، حيث كان المصطفى يساجل أصحابه ويتنقل بين الأحياء للقيام مناظرات أدبية. يروي القاضي محمد يحيى بن محمد الدنبجة – أحد أصدقاء الطفولة – إحدى رحلاتهما للمشاركة في تلك الجلسات الأدبية التي كانت تقام بين شتى طبقات المجتمع وكان القصد منها أساسا ترويض الأديب أو الشاعر الناشئ على أحكام صناعته وفنه عندما يعارضها أمام محك الخصام، كأنه بمثابة جلسة نقدية شبيهة بما كان يجري في المواسم العربية القديمة إلا أن هذه الجلسات كانت ثقع بين طرفين متصارعين يسميان «الأعصار».
لم يبلغ الثلاثين حتى أخذت ملكته الشعرية مسارها الذي استقرت عليه، بدليل نضج الشعر الذي وصل إلينا مؤرخا بتلك الفترة، وإن كان الشاعر لم يذكر فيها الكثير عن حياته الأدبية ولم يذكر المحاولات الأولى التي قام بها، بما تعمّد ألا يذكرها أو أنه نسيها.
في حدود الأربعين، دخل الشاعر عهدا جديدا في حياته الاجتماعية فتزوج وأصبح رب أسرة يدبر شؤونها ويسهر على مصالحها، فتحول ذلك التنقل الذي كان يقوم به الشاعر للاستزادة من العلم إلى التنقل لتحسين مستوى العيش.
جاب الشاعر الأراضي السنغالية حيث زار أمهات مدنها بدء بدكار وانتهاء بكولخ كما تولج في الأراضي الموريتانية خصوصا بين بوتلميت وانواكشوط إلى روصة واندر.
مدح عظماء رجال هذه المدن ممن التقى بهم دون أن يتكسّب بالشعر، حيث صرّح في معظم قصائده على أنه إنما مدح بقصد إعطاء العظماء مكانتهم أو مجازاة المحسنين على إحسانهم. يقول في قصيدة يمدح بها بني تكدّي:
ويقول في قصيدة يمدح بها عصر الأسياد:
كان من متوسطي الحال وكانت له إبل يتنقّل بها طلبا للمرعى ومعه أسرته المكونة من زوجته وخمسة بنين وبنت صغيرة. قضى العقدين الأخيرين من حياته لا يبرح البادية كثير السير والتنقل فيها يطلب الكلأ تارة وينشد ضالته تارة أخرى.".

## وفاته
في صيف 1979 أصابت الشاعر حمى على إثر سفر كان قائما به واشتدت وطأتها عليه فنقل إلى مدينة بوتلميت حيث مكث هناك أياما ملازما لفراشه.
وفي ليلة 4 رمضان 1399هـ الموافقة لــ27 يوليو 1979م وافاه الأجل المحتوم فنقل إلى علب آدرس حيث دفن في مقبرتها.
كانت وفاته صاعقة على المجتمع الموريتاني الذي بدأ يتوافد على أهل الفقيد جماعات وأفرادا حاملا معه قصائد التعازي وخطابات التأبين".

## انتاجه الأدبي
•	المديح".:
حظي المدح بعناية كبرى من الشاعر حيث استولى على أكثر من نصف انتاجه الشعري، ويمكن تعليل ذلك بعدة أسباب:
-	أنه كان يضرب في الأراضي الموريتانية والسنغالية فيمر بالأصدقاء وأعلام تلك البلاد فتكون تلك مناسبة لتخليد القصائد المديحية فيهم. من ذلك مدحه لأهل حبيب الله لما مر بهم في طريقه إلى انواكشوط:
وكذلك مدحه للشيخ إبراهيم انياس في السنغال.
-	أنه كان كثير الأصدقاء فقلما يلاقي صديقا إلا استدعى منه ذلك اللقاء شعرا في ذلك. من ذلك قوله في مدح أبي شامة محمد محمود بن بوري عند قدومه من السودان:
خلّد أروع قصائده في مدح أصدقائه أمثال الشيخ عبد الله بن الشيخ سيديا والشيخ إبراهيم انياس ومحمد سالم بن عدود والشيخ عبد الله بن داداه.
-	أنه كان يستدعي منه المدحَ في مناسبات كثيرة قولُهم «صمت الشاعر هجاء». يقول في إشارة إلى ذلك:
-	أنه كان – في المناسبات الرسمية كاحتفالات الاستقلال وزيارات الرئيس – يلقي قصائد مديحية وترحيبية ضمن وفود مجموعته القبيلية. من ذلك قصائده في مدح الرئيس المختار بن داداه وترحيبا بالعقيد الليبي معمر القذافي لدى زيارتهما لمدينة بوتلميت.
•	الرثاء:
لما كان الرثاء هو الوجه الآخر للمدح، فإن الشاعر كان يرثي العلماء والعظماء إذا علم بموت أحدهم منطلقا من عواطفه ومخلدا لمآثرهم.
من ذلك قصائده في رثاء محمدن بن محمد علي ومحمد الحافظ بن أحمدو فال وأحمدو بن الشريف المختار ومحمدن بن داداه وعبد الله بن الشيخ سيديا.
•	الأدب السياسي والاجتماعي:
أفرد الشاعر قصائد خاصة لهذين الغرضين الجديدين على الأدب الموريتاني وذلك يدل على تفاعله مع العصر ومعالجته لقضاياه السياسية والاجتماعية. منها قصيدته السياسية الطويلة في الحث على وحدة العرب في حربهم مع إسرائيل ويندّد بها وبدعم حليفتها وسندها الأول أمريكا.
كما خصص مقطوعات قصيرة في معظم الأحيان للنقد الاجتماعي".